# Integrirani sustav za upravljanje standardiziranim skupovima podataka
Integrirani sustav za upravljanje standardiziranim skupovima podataka - E-matica predstavlja središnju relacijsku bazu podataka koja sadrži podatke o djelatnicima i učenicima osnovnoškolskih i srednjoškolskih ustanova.  S obzirom na povjerljivost podataka koje sadrži, E- matica nije dostupna širokoj javnosti, već joj se može pristupiti samo uz korisničko ime i lozinku koje Ministarstvo znanosti, obrazovanja i sporta dodjeljuje zaposlenima u odgojno-obrazovnim ustanovama. 

## Osnove sustava E- matica
Tehnološku osnovu sustava e- matica čine Microsoft tehnologije: SQL 2008. skup proizvoda. U razvoju sustava korišteni su i alati za poslovnu inteligenciju SQL Server Integration Services, SQL Server Reporting Services i SQL Server Analysis Services. Kao platforma za razvoj aplikacijskih rješenja korišten je Microsoft. Net Framework 3.5.  Budući da je E- matica web aplikacija, ona je kompatibilna s Microsoft Windows XP operativnim sustavom i novijim te podržava Internet preglednike Microsoft Internet Explorer 7.0, te Mozilla Firefox 2.0 i novije verzije.
Prema specifikacijama koje je Hrvatska akademska i istraživačka mreža - CARNet navela u postupku nadogradnje E- matice i HUSO imenika za potrebe projekta upisa na visoka učilišta 2009. godine, svi podaci uneseni u E- maticu pohranjuju se u jedinstvenoj, središnjoj relacijskoj bazi podataka koja osigurava integritet i cjelovitost podataka, te s obzirom na to da se radi o višekorisničkom sustavu, omogućuje konkurentni pristup korisnika. Kod unosa, izmjene i brisanja podataka omogućeno je transakcijsko spremanje svih izmijenjenih podataka na osnovnim i podređenim sučeljima u aplikaciji koji su vezani uz odabrani podatak. Sustav bilježi sve promjene podataka u aplikaciji, naziv korisnika koji je odgovoran za promjenu te datum i vrijeme promjene. Nadalje, E -  matica sadrži i implementiran sustav pomoći i sustav poruka o greškama u radu aplikacije. Za svaku formu u sustavu koja je dio projekta postoje upute za korištenje kojima je moguće pristupati putem Web preglednika na Internetu.
E- matica nije gotov proizvod, već se kao i svaka baza podataka po sadržaju i formatu prikazivanja stalno mijenja sukladno zahtjevima korisnika (MZOŠ, lokalna uprava i samouprava, škole i dr.) za novim podacima te promjenama u pravnim propisima. Stoga broj podataka koji će se nalaziti u E- matici, broj modula, broj suradnja s drugim bazama u obrazovnom sustavu nije moguće jednoznačno utvrditi. Do 2010. godine sustav se nadograđivao dva puta, a funkcionalno se proširivao četiri puta.  

## Podaci i uređivanje
Sadržaj i unos podataka u E-matici određeni su Zakonom o odgoju i obrazovanju u osnovnoj i srednjoj školi (NN br. 126/12). Prema članku 139 Ministarstvo znanosti, obrazovanja i športa vodi zajednički upisnik školskih ustanova u elektronskom obliku (e-Matica) koji sadrži upisnik ustanova,evidenciju odgojno-obrazovnog rada u ustanovama za svaku školsku godinu, upisnik učenika u ustanovama te upisnik radnika ustanova. Podatke u Upisnik ustanova upisuje Ministarstvo, a podatke u ostale evidencije upisuju školske ustanove najkasnije do 30. rujna tekuće godine.

Podaci o svakom učeniku navedeni u E- matici su sljedeći način: ime, prezime, datum rođenja, OIB, JMBG, podaci o roditeljima, spol, državljanstvo, adresa, ustanova koju učenik pohađa, predmeti, ispiti, dopunska nastava, dodatna nastava, programi, pedagoške mjere, obrazovanje, odgojno obrazovne skupine, natjecanja. S obzirom na to da sadrži brojne osobne podatke učenika, E- matica je zaštićena baza podataka kojoj se može pristupiti samo uz lozinku koju administrativnom i nastavnom osoblju škole dodjeljuje Ministarstvo. Administrator E- matice je Ministarstvo znanosti, obrazovanja i športa RH. Nakon prijave, voditelj pojedinog razrednog odjela može unositi i pregledavati podatke samo za učenike tog razrednog odjela. Školski administrator ima veće ovlasti pa mu je omogućen pregled podataka o učenicima svih razrednih odjela, a povjerena mu je briga o unosu i ažuriranju podataka djelatnika određene obrazovne ustanove. 

E-matica nije osmišljena kao baza podataka dostupna širokoj javnosti. Nakon prijave korisnik može pretraživati samo one podatke kojima ima pristup. U tražilicu je moguće upisati ime ili prezime učenika nakon čega se prikažu podaci učenika s tim imenom i prezimenom. 
Baza podataka se ažurira nakon upisa učenika u školu ili na kraju svakog obrazovnog razdoblja. Uneseni podaci se moraju snimiti, a ispis svjedodžbi, što je jedna od funkcija E- matice, može se obaviti tek nakon što se podaci o obrazovnom razdoblju zaključaju. U slučaju da se zaključani podaci žele promijeniti, to može učiniti samo školski administrator. 

## Cilj E-matice
Osnovni cilj nastanka E- matice bio je osuvremenjivanje postojećeg odgojno- obrazovnog sustava i njegovo prilagođavanje potrebama informacijskog društva. Unošenjem učeničkog školskog uspjeha u jedinstvenu bazu podataka i njegovim praćenjem željele su se izbjeći mane dotadašnjeg obrazovnog sustava koji je uključivao brojnu papirologiju i nepotrebno ponavljanje istovrsnih podataka.

## Vanjske poveznice
https://matice.mzos.hr/‎  Arhivirana inačica izvorne stranice od 20. veljače 2017. (Wayback Machine)
http://www.skole.hr/skole/eMatica